# Geldern
Geldern település Németországban, azon belül Észak-Rajna-Vesztfália tartományban. Lakosainak száma 34 604 fő (2023. december 31.).

## Népesség
A település népességének változása:
| Lakosok száma | 24 082 | 33 819 | 33 836 | 33 733 | 34 298 | 34 604 |
|               | 1975   | 2017   | 2019   | 2021   | 2022   | 2023   |